# ダイヤモンド勝田
ダイヤモンド勝田（ダイヤモンドかつた、1955年（昭和30年）12月22日 - ）は、日本の俳優である。元芸名は重水直人。鹿児島県出身で、身長178cm・体重75kg。

## 経歴・人物
日本ブレイク工業に勤務していた時期があり、社歌の作者萬Z（量産型）の先輩であった。社歌のヒットに伴い、曲をモチーフとしたパチンコにも勝田が登場した。
趣味はモトクロス、剣道。特技は乗馬、殺陣、詩吟。

## 出演

### テレビドラマ
大河ドラマ (NHK)
- 徳川慶喜（1998年）[1]
- 葵 徳川三代（2000年） - 阿多盛淳 役[要出典]
- 利家とまつ〜加賀百万石物語〜（2002年） - 穴山梅雪 役[要出典]
- 軍師官兵衛（2014年） - 長宗我部元親 役[要出典]
- 花燃ゆ（2015年） - 安心院洪庵 役[要出典]

その他
- 菊次郎とさき[要出典]
- 御宿かわせみ2[要出典]
- こちら本池上署4[要出典]
- MMR[要出典]
- ぼくの魔法使い[要出典]
- サラリーマン金太郎2[1]

### 映画
- シコふんじゃった。[1]
- スワロウテイル[1]